# 水路図誌
水路図誌（すいろずし）とは、船舶の航海に直接関係することがら、水路に関わる事項を記載した資料のことで、海図と水路書誌に大別される。
日本の小型船舶用の水路図誌として、以下のようなものもある。
- 「ヨット・モーターボート用参考図」（通称 "ヨッティングチャート"）。海図に類似しているが、サイズはB2で、ラミネート加工が施され、水・湿気にも強く、船上で取り扱い易い。裏面には海上から見える陸地の絵・写真なども掲載されている。

- 「プレジャーボート・小型船舶用港湾案内」。一般船舶で使用されている「水路誌」に類似する本。主な港やマリーナの拡大図に、目標物、危険物、も表示。さらに注意事項、補給、修理などに関する情報も記載されている。海上保安庁海洋情報部監修、日本水路協会発行。